# Amblypodia sukabumi
Amblypodia sukabumi är en fjärilsart som beskrevs av Lambertus Johannes Toxopeus 1930. Amblypodia sukabumi ingår i släktet Amblypodia och familjen juvelvingar. Inga underarter finns listade i Catalogue of Life.